# Pierwszy rząd Antónia Costy
Pierwszy rząd Antónia Costy (port. XXI Governo Constitucional de Portugal – XXI rząd konstytucyjny Portugalii) – rząd Portugalii funkcjonujący od 26 listopada 2015 do 26 października 2019. Był to lewicowy mniejszościowy gabinet tworzony przez Partię Socjalistyczną. Gabinet ten zastąpił funkcjonujący przez niespełna miesiąc drugi rząd Pedra Passosa Coelho, który nie uzyskał wotum zaufania.

## Historia
Rządząca przez cztery lata centroprawica (PSD i CDS/PP) zwyciężyła w kolejnych wyborach parlamentarnych w 2015, tracąc jednak parlamentarną większość. 22 października 2015 prezydent Aníbal Cavaco Silva zlecił liderowi PSD i urzędującemu premierowi Pedro Passosowi Coelho misję powołania kolejnego rządu. Prezydent skrytykował lidera opozycyjnych socjalistów Antónia Costę, który odmówił wsparcia gabinetu. 30 października 2015 doszło do zaprzysiężenia członków nowego centroprawicowego rządu, który tym samym rozpoczął urzędowanie.
W międzyczasie Partia Socjalistyczna podpisała porozumienie z ugrupowaniami eurosceptycznymi i komunistycznymi – Blokiem Lewicy oraz Unitarną Koalicją Demokratyczną. 10 listopada opozycyjne siły socjalistów i komunistów odrzuciły w parlamencie przedstawiony program rządowy.
24 listopada António Costa został desygnowany na urząd premiera, a dwa dni później zaprzysiężony wraz z ministrami swojego mniejszościowego rządu.
Gabinet funkcjonował do końca kadencji. Po wyborach parlamentarnych w 2019 został zastąpiony przez drugi rząd dotychczasowego premiera.

## Skład rządu
- Premier: António Costa (PS)[8]
- Minister spraw zagranicznych: Augusto Santos Silva (PS)
- Minister ds. prezydium rządu i modernizacji administracji: Maria Manuel Leitão Marques (PS, do 2019), Mariana Vieira da Silva (PS, od 2019)
- Minister finansów: Mário Centeno (bezp.)
- Minister obrony narodowej: José Azeredo Lopes (bezp., do 2018), João Cravinho (bezp., od 2018)
- Minister administracji i spraw wewnętrznych: Constança Urbano de Sousa (bezp., do 2017), Eduardo Cabrita (PS, od 2017)
- Minister sprawiedliwości: Francisca Van Dunem (bezp.)
- Minister delegowany i minister gospodarki: Pedro Siza Vieira (PS, od 2018)
- Minister kultury: João Soares (PS, do 2016), Luís Filipe Castro Mendes (bezp., 2016–2018), Graça Fonseca (PS, od 2018)
- Minister nauki, technologii i szkolnictwa wyższego: Manuel Heitor (bezp.)
- Minister edukacji: Tiago Brandão Rodrigues (bezp.)
- Minister pracy, solidarności i zabezpieczenia społecznego: José Vieira da Silva (PS)
- Minister zdrowia: Adalberto Campos Fernandes (bezp., do 2018), Marta Temido (bezp., od 2018)
- Minister planowania i infrastruktury: Pedro Marques (PS, do 2019)
- Minister planowania: Nelson de Souza (PS, od 2019)
- Minister infrastruktury i mieszkalnictwa: Pedro Nuno Santos (PS, od 2019)
- Minister środowiska (od 2018 minister środowiska i transformacji energetycznej): João Pedro Matos Fernandes (bezp.)
- Minister rolnictwa, leśnictwa i rozwoju wsi: Luís Capoulas Santos (PS)
- Minister ds. morskich: Ana Paula Vitorino (PS)
- Minister gospodarki: Manuel Caldeira Cabral (bezp., do 2018)
- Minister delegowany: Eduardo Cabrita (PS, do 2017), Pedro Siza Vieira (PS, 2017–2018)